# Movimento di Santità
Il Movimento della santità è un movimento cristiano che emerse principalmente nel metodismo del XIX secolo e con minor estensione in altre tradizioni quali il Quaccherismo, l'Anabattismo, e il Restaurazionismo. Il movimento si distingue storicamente per la sua enfasi sulla dottrina di una seconda opera di grazia, chiamata genericamente completa santificazione o perfezione Cristiana e nel credo che la vita cristiana debba essere libera dal peccato. Per il Movimento della santificazione il termine "perfezione significa completezza del carattere; la sua libertà da ogni peccato e il possesso di tutte le grazie dello Spirito, complete nel genere". Un numero di definizioni evangeliche, organizzazioni para-ecclesiastiche e movimenti enfatizzano queste convinzioni come dottrina centrale.

## Santità Completa
Il Movimento della santità crede che la seconda opera di Grazia (o "seconda benedizione") si riferisca alla personale esperienza conseguente alla rigenerazione, nella quale il credente è purificato dal peccato originale.
Fu in effetti questa dottrina, il raggiungimento della libertà completa dal peccato, su cui fu costruito il movimento. "Su questa linea di pensiero, una persona è per prima cosa salvata, a questo punto essa è giustificata e rinata. Seguendo ciò, egli sperimenta un periodo di crescita...Questo infine culmina in una seconda opera di grazia dove lo Spirito Santo monda il suo cuore dal peccato originale, eradicando ogni peccato innato. Lo Spirito Santo allora trasmette la sua insita presenza, rafforzando il credente...Questo è il battesimo dello Spirito Santo. Ciò si verifica istantaneamente appena il o la credente si presenta a Dio come un sacrificio vivente, con un atteggiamento di totale consacrazione" e fede. Ciò era articolato nei documenti fondanti del Movimento della santità, la Dichiarazione dei Principi del 1885, che spiega: 
"Completa Santità... è quella grande opera compiuta susseguente la rigenerazione, da parte dello Spirito Santo, alla sola condizione della fede...fede che viene preceduta da un atto di solenne e completa consacrazione. Quest"opera ha questi elementi distintivi:
1. L'intera estinzione delle intenzioni carnali, il totale sradicamento del principio del peccato originale
2. La comunicazione dell'amore perfetto per l'anima...
3. Il rispetto insito per lo Spirito Santo."

La Chiesa del Nazareno, un'ampia denominazione di Wesleyanana Santità nella tradizione metodista, spiega che:
Noi crediamo che la completa santità sia quell'atto di Dio, conseguente alla rigenerazione, con il quale i credenti sono resi liberi dal peccato originale, o dalla depravazione, e posti in uno stato di totale devozione a Dio, e che la santa obbedienza dell'amore rese perfetti. È compiuto dal battesimo con o instillando lo Spirito Santo, e comprende in un'esperienza la pulizia del cuore dal peccato e l'insita presenza dello Spirito Santo, rafforzando il credente nella vita e nel servizio. Una completa santità è data dal sangue di Gesù Cristo, è compiuta istantaneamente dalla grazia attraverso la fede, preceduta da una completa consacrazione; e di quest'opera e stato di grazia è testimone lo Spirito Santo.
Secondo Stephen S. White, un noto studioso della metà degli anni 1990, ci sono "cinque elementi cardine" nella santificazione:
1. "La totale Santità è una Seconda opera della Grazia
2. La totale Santità è ricevuta istantaneamente
3. La totale Santità libera dal Peccato
4. La totale Santità è raggiungibile in Questa Vita
5. La totale Santità e il Battesimo con lo Spirito Santo sono Simultanei"[17]

Questa esperienza di totale santità o Perfezione è generalmente identificata con il completamento del battesimo dello Spirito Santo. Questa dottrina è condivisa nel Metodismo tradizionale. John Swanel Inskip ha spiegato: "C'è, comunque, una dottrina, in gran misura peculiare al Metodismo. È quella in cui noi insegniamo la possibilità di raggiungere uno stato di grazia nella presente vita, in cui noi saremo resi liberi dal peccato." Riflettendo su questa santità interiore, la santità per i Metodisti, che compongono la maggioranza del Movimento per la Santità, hanno enfatizzato la dottrina wesleyana-arminiana della santità esterna, che comprende pratiche come l'indossare vestiti modesti e non usare oscenità nei discorsi; i Quaccheri sulla santità hanno parimenti enfatizzato l'insegnamento amichevole sulla testimonianza di semplicità, mentre gli Anabattisti (come Santità del fiume Brethren e i Mennoniti) hanno sostenuto il loro credo nella nonconformità al mondo. I Battisti che hanno abbracciato la seconda opera di grazia hanno fondato le loro proprie denominazioni, come la Associazione della Santità Battista e la Associazione della Valle dell'Ohio delle Chiese Cristiane Battiste di Dio.

## Definizione di peccato
Gli adepti alla santità si attengono a una definizione distintiva del peccato. Essi credono che "solo i peccati commessi coscientemente sono veri peccati". Lo storico Charles Jones spiega:
(Charles Jones, Perfectionist Persuasion book")
Lo storico Benjamin Pettit descrive l'approccio del movimento wesleyano:
1 La persona che pecca non è un cristiano ma un peccatore.
2 Quando una persona è salva, è fuori dall'attività peccaminosa (ma non deve più peccare).
3 Il peccatore deve pentirsi ed essere ricondotto alla perduta relazione con Dio.
4 Peccare comporta la morte spirituale.
Nel suo studio su questa questione Caleb Black conclude che "la generale comprensione del peccato nella tradizione della Santità è che il peccato è un evitabile e volontario atto di responsabilità morale che i figli di Dio non commettono". In breve, gli aderenti alla Santità concordano sulla definizione di peccato, come spiega lo stesso Wesley. 

Nulla è peccato, parlando in senso stretto, ma una volontaria trasgressione di una nota legge divina. Quindi ogni volontaria infrazione della nota legge divina. Perciò, ogni volontaria violazione della legge di amore è peccato e nient'altro, se vogliamo parlare con proprietà di linguaggio. Portare oltre la questione è solo aprire la via al Calvinismo." 
Il Dr. Timothy Cooley spiega "Se questa definizione non è valida, la vita cristiana vittoriosa perde di significato e la santità totale diviene un'impossibilità". "La definizione e le conseguenze del peccato sono una chiave teologica distintiva del Movimento della Santità, come sottolinea il suo intero sistema teologico. Differire dal concetto di peccato è distruggere le fondamenta della teologia della santità."
Con questa definizione di peccato, gli aderenti alla santità credono perché i Cristiani possono cadere nel peccato, essi hanno anche la possibilità, data da Dio, di evitare di commettere peccato. Inoltre, Dio non solo rende possibile questa obbedienza, ma la pretende anche. Uno dei fondatori del movimento, J. A. Wood, spiega: "Il livello più basso di un cristiano non pecca, e non è condannato. Il minimo della salvezza è quella dal peccato. Il massimo è la salvezza dalla corruzione -- l'inclinazione al peccato." Un altro fondatore, C. J. Fowler, spiega che "Noi insegniamo che la rigenerazione non permette di commettere consapevolmente un peccato" Harry Jessop avverte "Bisogna tener bene in mente che i credenti non commettono peccato senza pentirsi." Il fondatore della Chiesa di Dio di Anderson, nell'Indiana, D. S. Warner, spiega "Gli scrittori e gli insegnanti della santità, per quanto ne so io, vivono uniformemente una vita senza peccato, come dal vero testo e dallo standard di rigenerazione della Bibbia." Questa dottrina segue i passi di Wesley, che scrive: "Se un credente pecca volontariamente, getta via la sua fede. Nulla è possibile che giustifichi ancora la fede, senza un preventivo pentimento."

## Stile di vita
I gruppi di santità credono che gli aspetti morali della legge di Dio siano pertinenti anche oggi e si aspettano che i loro aderenti obbediscano alle norme comportamentali.  Di conseguenza, i membri del movimento della Santità applicano i dettami scritturali di stile di vita alle loro vite e li vedono come generalmente vincolanti anche oggi, applicando questi principi in numerosi, diversi modi.  "Le Chiese dei Santi si sono distinte da altre Chiese per il loro stile di vita più accurato. Molte Chiese e denominazioni nel movimento della Santità proibiscono di fumare, bere, danzare, ascoltare inappropriate musiche profane o usare il trucco o indossare vestiti sgargianti."

## Storia

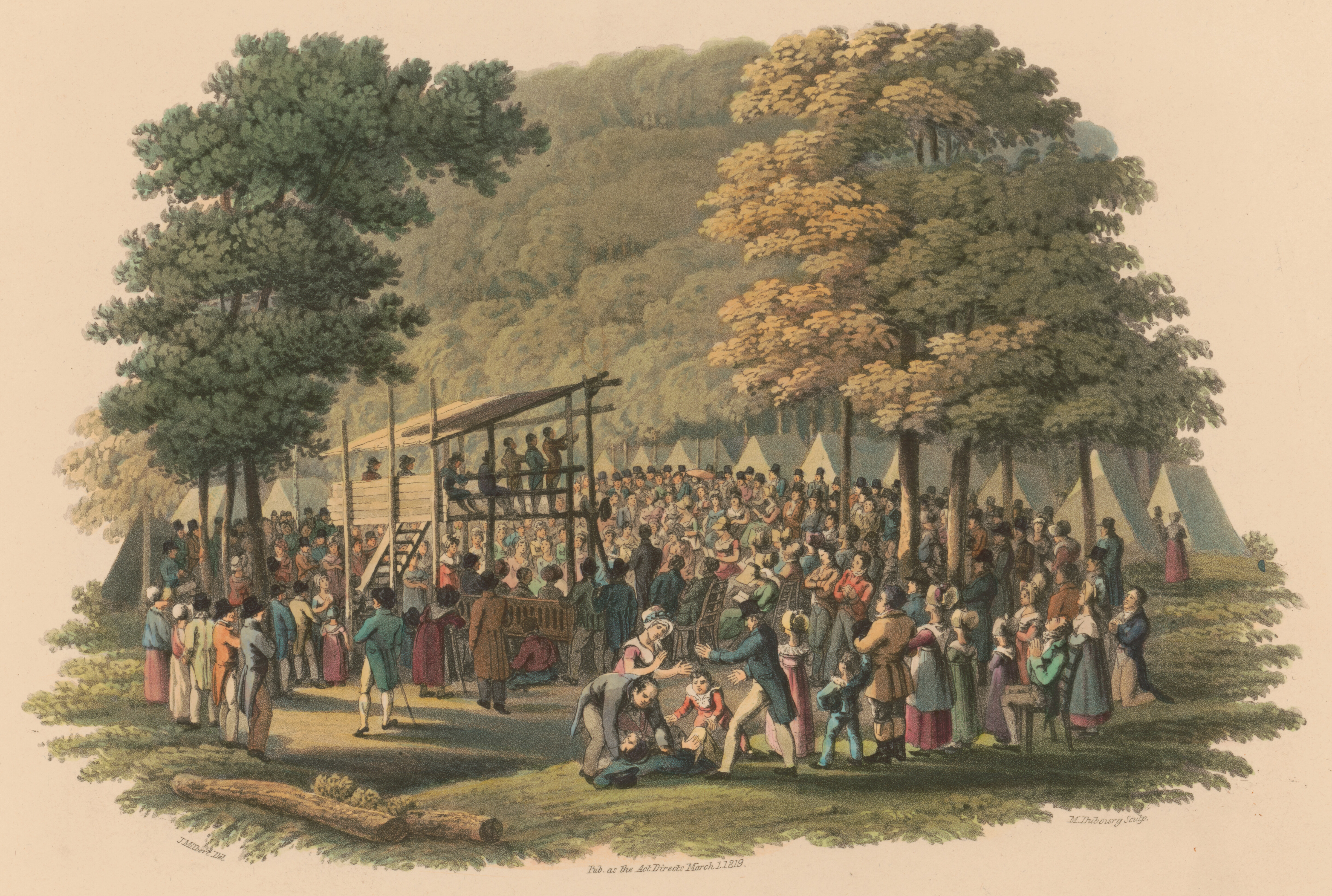
L'incisione di un campo di incontro metodista nel 1819 (Libreria del Congresso).

### Radici
Sebbene esso sia divenuto un movimento multi-denominazionale e nel corso del tempo incrementato dal secondo grande risveglio che stimolò le Chiese di ogni sorta, il grosso del Movimento della santità ha le sue radici in John Wesley e nel Metodismo.

### Il primo Metodismo
Il Movimento della santità ha le proprie radici indietro a John Wesley, Charles Wesley, John Fletcher e i Metodisti del 18º secolo. I Metodisti del 19º secolo continuarono l'interesse nella santità cristiana che era stata iniziata dai loro, John Wesley in Inghilterra. Essi continuarono a pubblicare le opere di Wesley e i tratti, compreso il suo famoso A Plain Account of Christian Perfection. Dal 1788 al 1808, l'intero testo di A Plain Account fu posto nel manuale della Disciplina della Chiesa Episcopale Metodista (U.S.), e numerose persone nel primo Metodismo americano professarono l'esperienza di un'intera santità, compreso il vescovo Francis Asbury. I Metodisti durante questo periodo misero una forte enfasi sul santo vivere e sul loro concetto di completa santità.

### Secondo grande risveglio

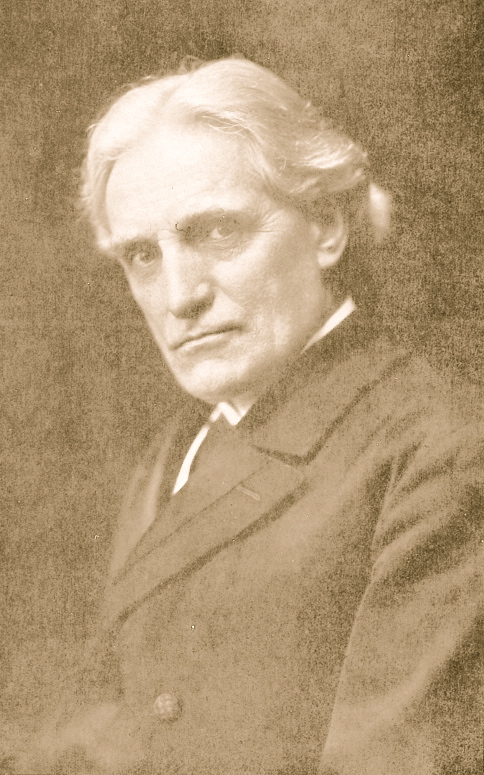
Henry Clay Morrison, un metodista evangelista e fondatore dello Asbury Theological Seminary.

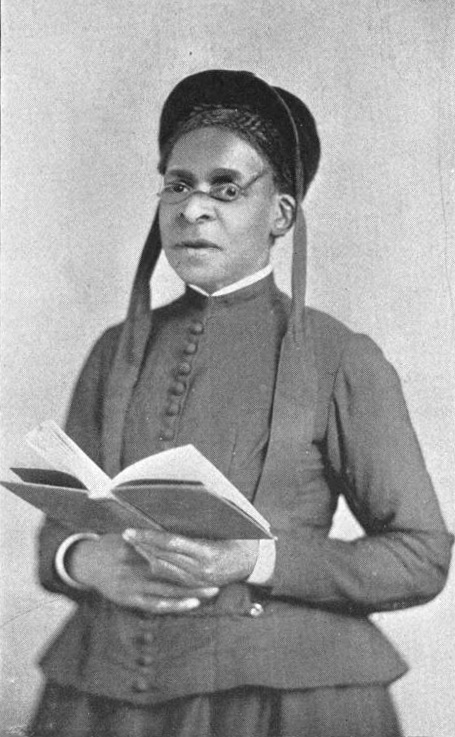
Julia A. J. Foote, una delle prime nella Chiesa Africana Metodista Episcopale di Sion, predicava la Santità Cristiana dai pulpiti del suo collegamento. La sua autobiografia ha il tema della totale santità interna e conclude con "Come Ottenere la Santità."

Negli anni 1840 ebbe inizio una nuova enfasi sulla Santità e sulla perfezione cristiana all'interno del Metodismo americano, generata in gran parte dal revivalismo e dagli incontri nei campi del Secondo grande risveglio (1790–1840).
I più grandi leader della Santità durante questo periodo furono i predicatori metodisti Phoebe Palmer e suo marito, il Dr. Walter Palmer. Nel 1835, la sorella di Palmer, Sarah A. Lankford, cominciò a tenere incontri al giovedì per la promozione della santità nella sua casa di New York City. Nel 1837, Palmer sperimentò quello che lei chiamò "totale santità" ed era diventata la leader degli Incontri del martedì nel 1839. All'inizio solo donne partecipavano a questi incontri, ma alla fine anche vescovi metodisti e centinaia di pastori cominciarono a partecipare. Allo stesso tempo, il ministro metodista Timothy Merritt di Boston fondò un giornale chiamato Guida alla Perfezione Cristiana, successivamente rinominato La Guida alla Santità. Questo fu il primo periodico americano dedicato esclusivamente alla promozione della dottrina della santità cristiana. Nel 1865, i Palmers acquistarono The Guide che alla sua massima diffusione ebbe una circolazione di 30000 copie. A New York City, Palmer incontrò Amanda Smith, una predicatrice nella African Methodist Episcopal Church che testimoniò di essere diventata completamente santificata nel 1868 e quindi iniziò a predicare la santità cristiana in tutto il mondo.
Altrettanto rappresentativo fu il revivalismo del Rev. James Caughey, un missionario americano inviato dalla Chiesa Wesleyana Metodista a operare in Ontario, Canada dagli anni 1840 fino al 1864. Egli introduceva i convertiti con la ragione, principalmente nella ripresa nel Canada Occidentale dal 1851 al 1853. La sua tecnica combinava sobria emotività con un chiaro richiamo all'impegno personale, unendo quindi lo stile rurale degli incontri nei campi e le aspettative delle "sofisticate" congregazioni metodiste nelle città emergenti. Il ministero di Phoebe Palmer fungeva da complemento ai revival di Caughey in Ontario verso il 1857. Jarena Lee, della Chiesa Metodista Episcopale Africana e Julia A. J. Foote della Chiesa Metodista Episcopale Africana di Sion si allinearono al Movimento della Santità Wesleyana e predicavano la dottrina della totale santità dai pulpiti.
Mentre molti proponenti della santità rimanevano nella linea delle Chiese Metodiste, come Henry Clay Morrison, che divenne presidente dell'Università di Asbury, almeno due maggiori correnti della Santità Metodista uscirono dalla via principale del metodismo durante questo periodo. Nel 1843, Orange Scott organizzò la Chiesa Wesleyana Metodista (un'antecedente della Chiesa Wesleyana, così come la Chiesa Wesleyana Metodista degli Allegheny e la Connessione Biblica Metodista delle Chiese a Utica, New York).
Il principale motivo per la fondazione della Chiesa Metodista Wesleyana fu la loro enfasi sull'abolizione della schiavitù. Nel 1860, B.T. Roberts e John Wesley Redfield fondarono la Libera Chiesa Metodista sugli ideali dell'abolizione della schiavitù, dell'egualitarismo e della seconda santità benedetta. Nel 1900, la Conferenza della Santità della Chiesa Metodista del fiume Lumber fu organizzata per dare assistenza religiosa ai nativi americani, specialmente alla tribù Lumbee. La perorazione per i poveri rimase una caratteristica di queste e altre ramificazioni metodiste. Qualcuna di queste ramificazioni sarebbe correntemente più specificatamente individuata quale parte del Movimento conservatore della santità, un gruppo che rappresenterebbe il ramo più conservatore del movimento.
Agli incontri del martedì, i Metodisti presto gioirono della compagnia con i Cristiani delle differenti denominazioni, compreso il congregazionalista Thomas Upham. Upham fu il primo a partecipare agli incontri, e la sua partecipazione a essi lo portò a studiare esperienze mistiche, cercando di trovare precursori della Santità insegnando con gli scritti di persone come il pietista tedesco Johann Arndt e la mistica cattolica romana Madame Guyon.
Anche altri non-metodisti contribuirono al movimento della Santità negli Stati Uniti d'America e in Inghilterra. Calvinisti della "Nuova Scuola" Calvinista quali Asa Mahan, il primo presidente dell'Oberlin College e Charles Grandison Finney, un evangelico associato con il college e più tardi il suo secondo presidente, promossero l'idea di santità cristiana e dell'abolizione della schiavitù (sostenuta anche dai Metodisti Wesleyani).  Nel 1836, Mahan sperimentò ciò che egli chiamava un battesimo di Spirito Santo. Mahan credeva che questa esperienza lo avesse mondato dal desiderio e dall'inclinazione al peccato. Finney credeva che questa esperienza potesse fornire una soluzione al problema che aveva osservato durante i suoi revival evangelici. Alcuni sostennero di sperimentare la conversione, ma scivolarono all'indietro nei loro precedenti modi di vivere. Finney credeva che il riempimento con lo Spirito Santo potesse aiutare questi convertiti a continuare fermamente nella loro vita cristiana. A questa fase del movimento della Santità ci si riferisce spesso come al revival dell'Oberlin-Holiness.
Il presbiteriano William Boardman promosse l'idea di Santità attraverso le sue campagne evangelistiche e tramite il suo libro The Higher Christian Life, che fu pubblicato nel 1858 e che fu un punto culminante nell'attività di santificazione prima della stasi causata dalla Guerra civile americana.
Molti aderenti alla Religiosa Società degli Amici (Quaccheri) sottolineò la dottrina di George Fox del Perfezionismo (che è analoga alla dottrina metodista di totale santificazione). Questa santità quacchera formò incontri annuali quali l'Incontro Centrale Annuo degli Amici. Circa nel medesimo periodo, Hannah Whitall Smith, una quacchera inglese, sperimentò una profonda conversione personale. Una volta negli anni 1860, essa scoprì ciò che chiamò il "segreto" della vita cristiana —dedicando la propria vita totalmente a Dio e la simultanea trasformazione da parte di Dio della propria anima. Suo marito, Robert Pearsall Smith, ebbe un'esperienza simile nell'incontro al campo del 1867. La coppia divenne una figura carismatica nell'allora famosa Convenzione di Keswick, che diede origine a ciò che viene spesso chiamato il revival Keswick-Holiness, che si distinse dal movimento della santità.
Tra gli Anabattisti, la Chiesa di Brethren in Cristo (come la Chiesa della Santità del Calvario di Filadelfia che successivamente si staccò da essa) emerse nella Contea di Lancaster in Pennsylvania come denominazione del River Brethren che adottò l'insegnamento del Pietismo Radicale, che "enfatizzava la passione spirituale e una calda, personale relazione con Gesù Cristo." Essi insegnavano "la necessità di un'esperienza di crisi-conversione" come l'esistenza di una seconda opera di grazia che "provochi nel credente la capacità di dire no al peccato". Queste denominazioni di santità anabattista enfatizzano la copertura del capo delle donne nel cristianesimo, l'abbigliamento semplice, la temperanza, il lavaggio dei piedi e il pacifismo cristiano. Fondata da Samuel Heinrich Fröhlich, la Chiesa Apostolica Cristiana (Nazarena) è una denominazione anabattista allineata con il movimento della santità, essendo "distinto per la sua enfasi sulla totale santificazione". I Mennoniti furono influenzati dal Pietismo Radicale e dall'insegnamento della santità fondato dalla Chiesa Missionaria, una chiesa della santità nella tradizione anabattista.
I Battisti Generali, che abbracciarono il credo nella seconda opera di Grazia, definirono le loro proprie denominazioni, come l'Associazione della Santità Battista (fondata nel 1894) e l'Associazione della Valle dell'Ohio delle Chiese Cristiane Battiste di Dio (formatasi nel 1931).

## Dopo la guerra civile
Terminata la Guerra civile americana, molti proponenti della Santità —gran parte dei quali Metodisti—divennero nostalgici del periodo d'oro del revivalismo degli incontri ai campi durante il Secondo Grande Risveglio.
Il primo distinto "Incontro al Campo per la Santità" ebbe luogo a Vineland, nel New Jersey nel 1867 sotto la  leadership di John Swanel Inskip, John A. Wood, Alfred Cookman e altri ministri Metodisti. Il raduno attrasse circa 10000 persone. Al termine dell' accampamento, mentre i ministri erano inginocchiati in preghiera, essi formarono l'Associazione degli Incontri Nazionali al Campo per la Promozione della Santità, e concordarono di tenere un simile incontro anche l'anno successivo. Questa organizzazione era comunemente nota come l'Associazione Nazionale della Santità. Più tardi, divenne nota come Associazione della Santità Cristiana e di conseguenza il Parternariato Cristiano della Santità. Il secondo Incontro Nazionale al Campo fu tenuto a Manheim in Pennsylvania, raccolse fino a 25000 persone da tutto il Paese e fu chiamato una "Pentecoste." Il servizio del lunedì sera è quasi divenuto leggendario per il suo potere spirituale e la sua influenza. Il terzo Incontro Nazionale al Campo fu tenuto a Round Lake, nello Stato di New York. Questa volta la stampa nazionale fu presente e in numerosi giornali comparvero articoli, compreso un articolo illustrato di due pagine nell'Harper's Weekly. Questi incontri crearono tra la maggior parte dei lavoratori molte celebrità religiose del momento. "Entro gli anni 1880 quello della Santità fu il più potente movimento dottrinale in America e parve portar via ogni opposizione nella Chiesa Metodista, diffondendosi rapidamente con molte altre denominazioni." "I leader dell'Associazione Nazionale degli Incontri ai Campi per la Promozione della Santità si oppose in generale...Essi sollecitarono i credenti affinché una completa santificazione e cristiana perfezione rimanessero nelle loro denominazioni e a operare tra loro per promuovere la santità insegnando e una generale vitalità spirituale."
Benché distinto dalla principale corrente del movimento della Santità, il fervore del revival della Keswick-Holiness negli anni 1870, attraversò la Gran Bretagna, dove fu talvolta chiamato higher life movement (Movimento per una vita più elevata), dal titolo del libro di William Boardman The Higher Life (La vita più alta). Conferenze sulla Higher life furono tenute a Broadlands e Oxford nel 1874 e a Brighton e Keswick nel 1875. La Convenzione di Keswick divenne presto il quartier generale britannico per questo movimento. La Missione di Fede in Scozia fu un'altra conseguenza del movimento della Santità Britannica. Un'altra fu un flusso d'influenze dalla Gran Bretagna agli Stati Uniti: nel 1874, Albert Benjamin Simpson lesse  Higher Christian Life di Boardman e sentì la necessità di una tale vita anche per sé stesso. Simpson fondò la Christian and Missionary Alliance.
Le associazioni della Santità Americana incominciarono a formare come una crescita di questa nuova ondata di incontri nei campi, come la Western Holiness Association—prima tra le associazioni regionali che prefigurò il "come-outism"—formatasi a Bloomington, nell'Illinois. Nel 1877, numerose "convenzioni generali per la Santità" ebbero luogo a Cincinnati e a New York City.
Nel 1871, l'evangelico americano Dwight L. Moody ebbe ciò che egli chiamava "dotazione con potere", quale risultato di alcune ricerche sull'anima e le preghiere di due donne Libere Metodiste che parteciparono a uno dei suoi incontri. Egli non si unì al movimento Santità Wesleyana ma sostenne un credo nella progressiva santificazione che ne discende teologicamente e che è ancora mantenuta.
Mentre la grande maggioranza dei proponenti della Santità rimasero all'interno delle tre maggiori denominazioni della principale Chiesa Metodista, i fedeli della Santità di altre tradizioni teologiche formarono gruppi singoli. Nel 1881, D. S. Warner diede inizio alla Riforma della Luce della Sera, dalla quale si formò la Chiesa di Dio) di Anderson nell'Indiana, portando il Restaurazionismo nella famiglia della Santità. La Chiesa di Dio del Movimento della Riforma sosteneva che "il culto interrazziale fosse un segno della vera Chiesa", con ministri regolarmente sia bianchi che neri nelle congregazioni della Chiesa di Dio, che invitava gente di ogni razza a prestarvi il culto. Coloro che erano interamente santificati testimoniavano che essi erano "salvi, santificati e privi del pregiudizio." Sebbene gli outsider attaccassero talvolta i servizi della Chiesa di Dio e gli incontri ai campi, a causa della loro professione di eguaglianza delle razze, i membri della Chiesa di Dio erano "imperturbabili anche di fronte alla violenza" e "sostenevano la loro forte posizione interrazziale come centro del loro messaggio dell'unità di tutti i credenti". Negli anni 1890, Edwin Harvey e Marmaduke Mendenhall Farson diedero inizio alla Missione Metropolitana Metodista che divenne nota come Chiesa dell'Associazione Metropolitana; essa insegnava la vita comunitaria, sostenendo che "il possesso materiale potrebbe essere un idolo che può minacciare la propria esperienza di santificazione" e che "mentre coloro che non hanno lo Spirito Santo possono dare, coloro che lo hanno danno tutto."
La promessa del Padre (The Promise of the Father), di Palmer, pubblicata nel 1859, che argomentava in favore delle donne come ministri della religione, più tardi influenzò Catherine Booth, co-fondatrice dell'Esercito della Salvezza (la pratica di ministero affidato a una donna è comune ma non universale nelle denominazioni del movimento della Santità). La fondazione dell'Esercito della Salvezza nel 1878 collaborò a ravvivare il sentimento della Santità nella culla del Metodismo—un fuoco tenuto acceso dai primi Metodisti e da altri discendenti britannici di Wesley e di George Whitefield nei primi decenni.
Missioni oltremare emersero come una focalizzazione centrale dei seguaci della Santità. Come esempio di questa spinta evangelistica mondiale, il fondatore della Pilgrim Holiness Church, Martin Wells Knapp (che fondò anche il Revivalist nel 1883, la Lega del Revival Pentecostale e la Lega della Preghiera, la Lega della Santità Centrale nel 1893, l'Unione Internazionale della Santità e la Lega della Preghiera e la Scuola della Bibbia di Dio e il relativo College), ebbe molto successo in Corea, Giappone, Cina, India, Sudafrica e Sudamerica. L'opera della missione metodista in Giappone portò alla creazione della One Mission Society, una delle più grandi agenzie di missioni della Santità al mondo.

### Riallineamento wesleyano

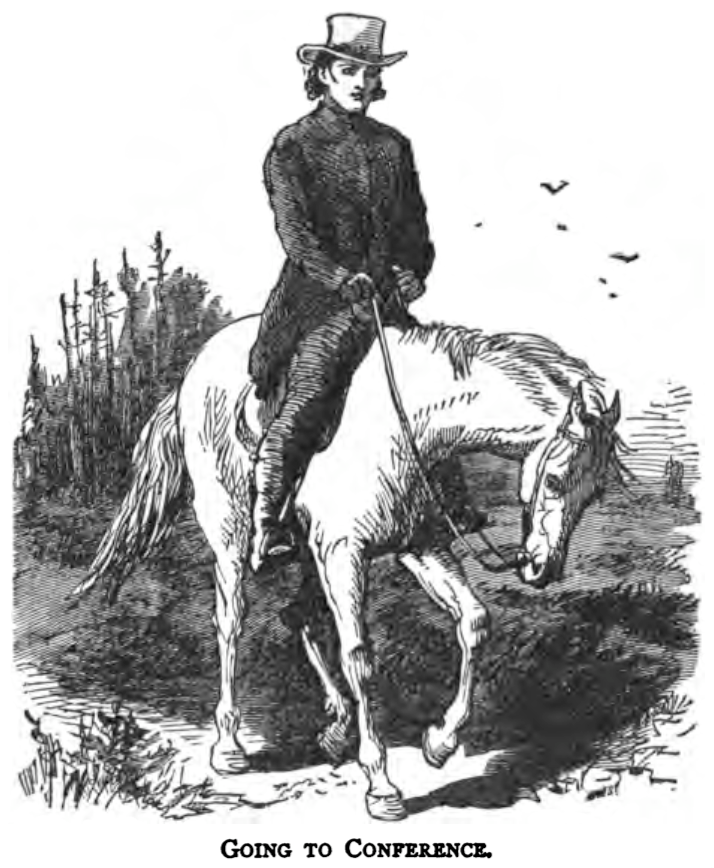
Illustrazione da The Circuit Rider: A Tale of the Heroic Age di Edward Eggleston che illustra un cavaliere metodista a cavallo.

Sebbene molti predicatori della Santità, leader degli incontri ai campi, autori ed editori di periodici fossero metodisti, ciò non era universalmente diffuso con la leadership metodista. A parte i quattro milioni di metodisti negli Stati Uniti durante gli anni 1890, probabilmente da un terzo a metà erano impegnati nell'idea di totale santificazione acquisita istantaneamente. Il noto studioso Daniel Whedon sostenne:
()
I proponenti del Movimento della santità comunque, resistevano fieramente a questa accusa e difendevano la loro dottrina con le stesse parole di Wesley. Uno dei fondatori dell'associazione, J. A. Wood, difese la sua dottrina con un esteso studio della dottrina di Wesley sulla Perfezione Cristiana, dal titolo Christian Perfection as Taught by John Wesley (La Perfezione Cristiana come insegnato da John Wesley). In questo libro egli spende parecchie centinaia di pagine citando esclusivamente Wesley in difesa del punto di vista del Movimento della santità. In effetti il Movimento della santità era in grado di difendere così bene la propria dottrina che lo storico Melvin Dieter commenta che "Il movimento della Santità era così bene identificato con il Metodismo tradizionale che la dottrina wesleiana e la vita che gli oppositori metodisti del revival erano obbligati a prendere loro stessi le distanze da Wesley e dagli autori standard della teologia prevalente metodista per risolvere il conflitto con gli elementi della santità all'interno della Chiesa." E ancora 
()
Il ministro metodista B. F. Haynes scrisse nel suo libro, Tempest-Tossed on Methodist Seas (Tempesta agitata sui mari metodisti), a proposito della sua decisione di lasciare la Chiesa metodista ed entrare in quella che sarebbe diventata la Chiesa del Nazareno. In esso, egli descrisse le amare divisioni entro la Chiesa metodista sul movimento della Santità, compreso l'assalto verbale portato ai proponenti del Movimento nella conferenza del 1894. Questa tensione raggiunse il culmine nella conferenza del 1898 della Chiesa Metodista Episcopale, Sud, allorché passò la regola 301:
(Discipline of the Methodist Episcopal Church, South, 1898, p. 125)
.
Molti evangelici e ministri viaggianti della Santità trovarono difficile continuare il loro ministero sotto queste nuove regole—in particolare nella linea degli incarichi metodisti e nei circoli che erano ostili al movimento della Santità. Negli anni che seguirono, si formarono schiere di nuove associazioni della Santità Metodista – molte delle quali associazioni "come-outer" e vari partiti transfughi dalla linea ortodossa protestante del metodismo consolidato per formare nuove denominazioni (e.g. la Libera Chiesa Metodista, la Chiesa Wesleyana Metodista degli Stati Uniti, l'Esercito della Salvezza e la Chiesa del Nazareno).
Altri Metodisti della Santità (gli "stay-inner") rimasero nel filone principale delle Chiese Metodiste, come H. C. Morrison, che divenne il primo presidente dello Asbury Theological Seminary, un'eminente università del Movimento della Santità che rimane influente tra gli aderenti alla santità nel filone principale del metodismo.
Coloro che lasciarono il filone principale metodista per formare Chiese con denominazione Santità durante questo periodo assommano a non più di 100000.

### Inizi del 20º secolo

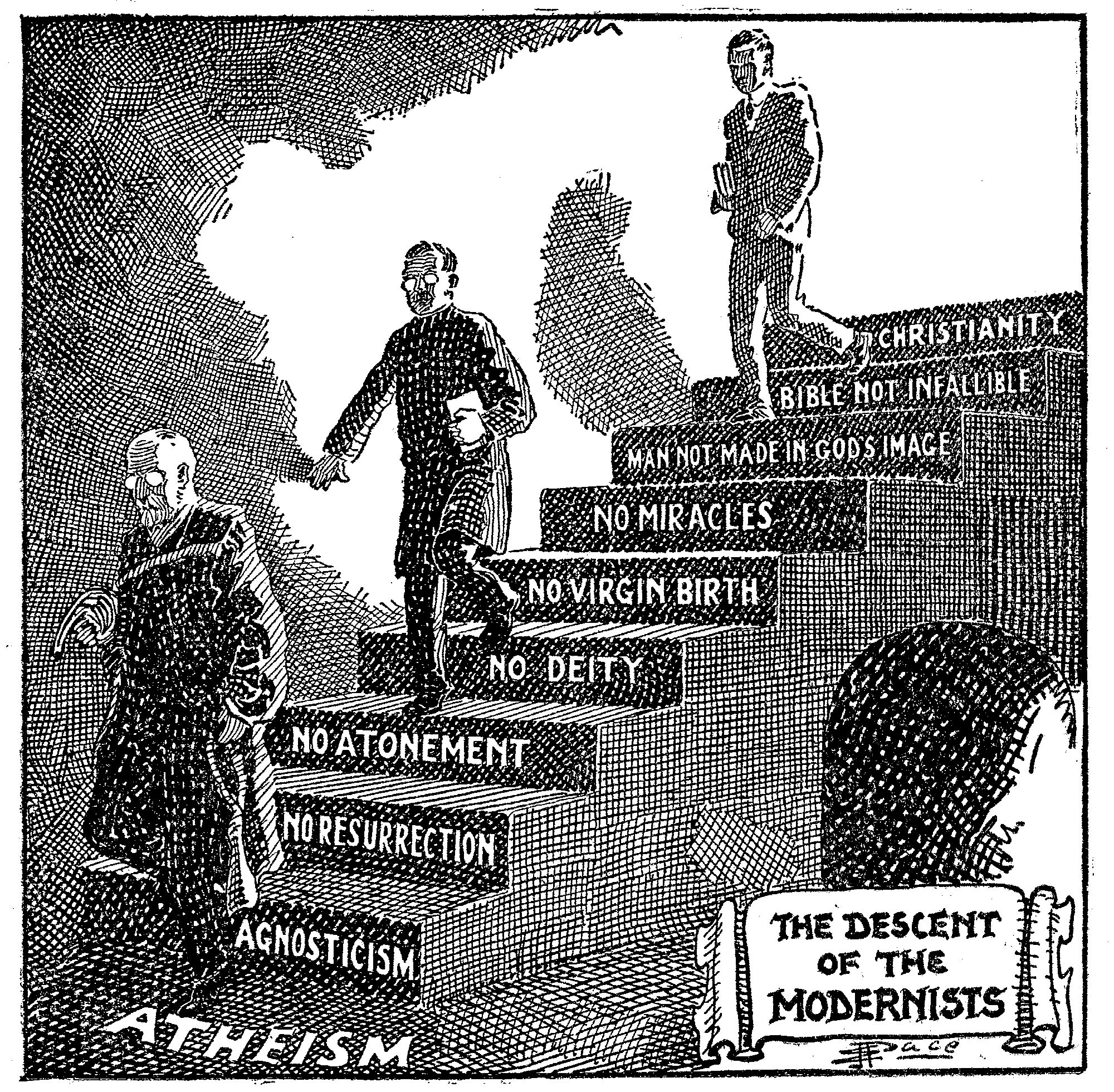
Un fumetto fondamentalista che rappresenta il Modernismo come discesa dalla cristianità all'ateismo, pubblicato per la prima volta nel 1922 e quindi usato nelle Seven Questions in Dispute di William Jennings Bryan.

Per i primi anni del 20º secolo, vi furono campagne lunghe una settimana di revival con le Chiese locali (ed elementi di revival inseriti nel servizio di culto) portati nella tradizione degli incontri ai campi.
Pentecostalismo e il Movimento Carismatico competevano per i sostenitori lealisti della Santità, e nacque un movimento separato di Santità Pentecostale. Questa nuova dicotomia gradualmente ridusse la popolazione della corrente principale del movimento della Santità.
Alcuni sostenitori della Santità si trovavano a casa propria con il fondamentalismo e più tardi con
il Movimento Evangelico. Fu durante questo periodo (1939) che la Chiesa Episcopale Metodista (Nord e Sud) e la Chiesa Protestante Metodista si unirono per formare la Chiesa Metodista. Questa unione creò una Organizzazione Principale Cristiana che rese meno influenti i rimanenti elementi nel Metodismo statunitense.

### Da metà a fine del 20º secolo
Spostamenti culturali a seguito della Seconda guerra mondiale comportarono un'ulteriore divisione nel movimento della Santità.
Non contenti di quel che essi ritenevano fosse un atteggiamento lassista verso il peccato, molti piccoli gruppi abbandonarono le denominazioni di Santità della tradizione metodista, e in minor misura le denominazioni di Quaccheri, Anabattisti e Restaurazionisti, per formare il movimento conservatore della santità. Leali difensori dell'infallibilità delle Scritture, essi ponevano l'accento sul pudore nel vestire e sulle pratiche revivalistiche del culto. Essi s'identificavano nel fondamentalismo classico più che nell'evangelicismo. Mentre alcuni avevano puntualizzato che il movimento dell'ampia santità stava declinando, nella sua originale, forte enfasi sulla dottrina della totale santificazione, che il movimento conservatore della santità ancora frequentemente promuove, prega, e insegna questa definizione di santità e totale santificazione, sia al livello scolastico, che nell'insegnamento pastorale.
Come i Conservatori della Santità si stavano distanziando ancora di più, la linea principale del Metodismo stava diventando sempre più ampia con la fusione tra la Chiesa Metodista e la Chiesa Evangelica Unita di Brethren, seguendo nel 1968 la Chiesa Metodista Unita. Vi fu un lento stillicidio in uscita di Metodisti Uniti delusi che lasciarono per unirsi al movimento della Santità, mentre altri sostenitori della Santità nella Chiesa Unita Metodista sono rappresentati nel Movimento della Buona Novella e nel Confessing Movement. Molti pastori Metodisti Uniti nella tradizione della santità sono stati formati presso il Seminario Teologico Asbury
Intanto, il grosso delle Chiese della Santità Wesleyana iniziarono a sviluppare un disprezzo per ciò che consideravano si trattasse di legalismo e gradualmente lasciarono cadere le proibizioni contro il ballo e il teatro, mentre mantenevano le regole contro il gioco come contro l'uso di alcol e tabacco. Continuarono gli atteggiamenti sulla santità del matrimonio e l'astinenza godette di simili convinzioni. Negli anni 1970, l'opposizione all'aborto divenne un tema ricorrente, e negli anni 1990 affermazioni contro le pratiche omosessuali divennero sempre più frequenti. La devozione verso le opere di carità continuò, particolarmente attraverso l'Esercito della Salvezza e altre organizzazioni paraclericali.

### 21º secolo

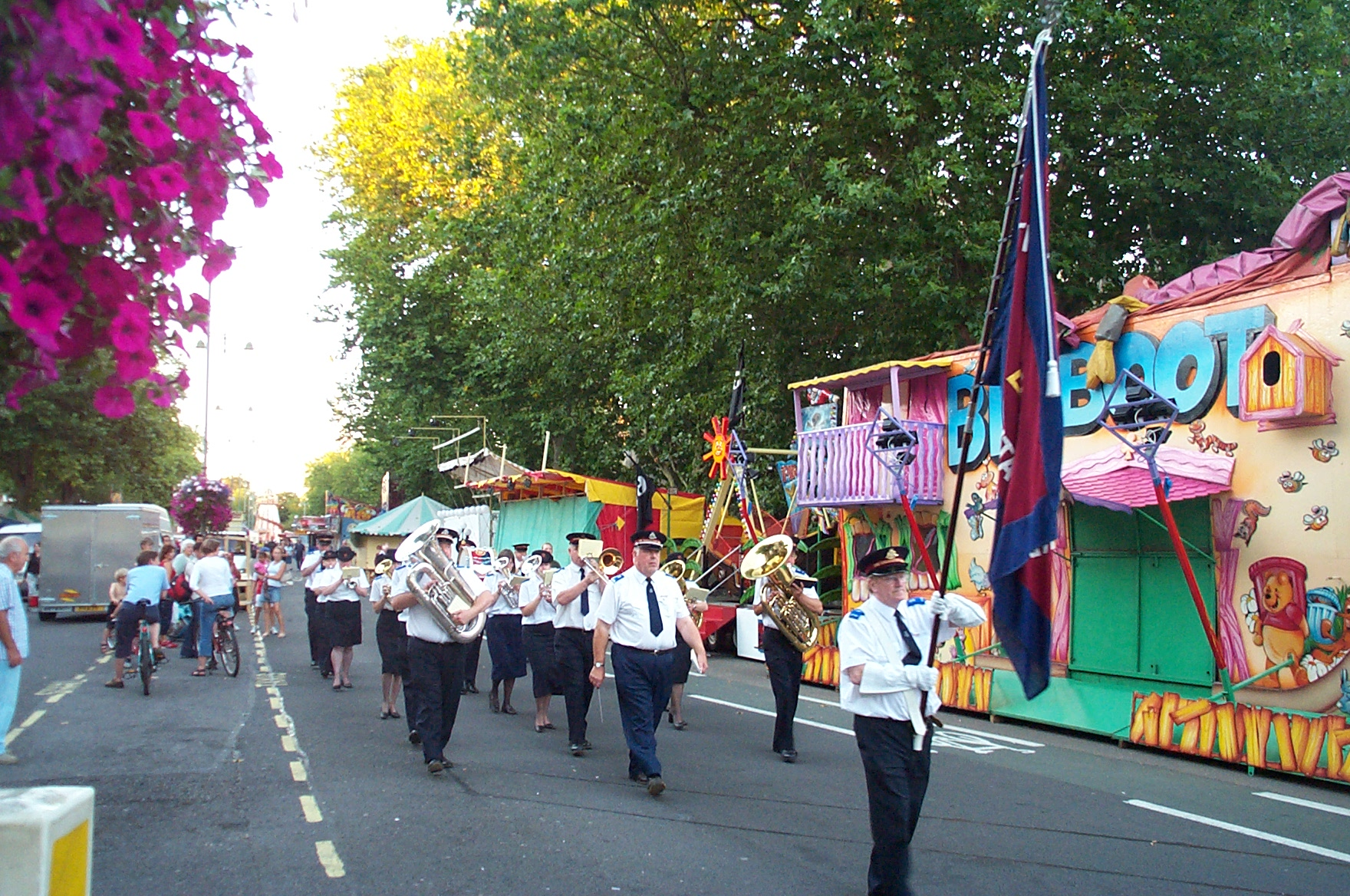
Una parata dell'Esercito della Salvezza ad Oxford, nel Regno Unito

Di fronte a una crescente crisi d'identità e ai numeri continuamente oscillanti, gli Evangelici della Santità Wesleyana hanno organizzato parecchie conferenze inter-denominazionali e intrapreso parecchie iniziative per marcare una chiara distinzione tra la teologia wesleyana e quella di altre evangeliche ed esplorare come indirizzarsi alle istanze sociali contemporanee e apparire seducenti a un mondo "postmoderno".
Ad esempio, nel 2006 il Consorzio Wesleyano della Santità pubblicò "The Holiness Manifesto" (Il Manifesto della Santità) insieme alle denominazioni rappresentative dalla storica Santità Metodista, compresa le Libera Chiesa Metodista, Chiesa Metodista Unita, Chiesa Wesleyana e la Chiesa del Nazareno.
La divisione tra Fondamentalismo classico ed Evangelicalismo divenne maggiore dopo gli attacchi terroristici del il 9/11 e seguenti negli U.S.A. da parte di militanti fondamentalisti musulmani —così che il termine "fondamentale" divenne associato a intolleranza e attitudini aggressive. Parecchi gruppi di Santità Evangelica e pubblicazioni hanno denunciato il termine "fondamentalista" (preferendo "evangelico") mentre altri sono riconcilianti nella misura in cui il movimento fondamentalista degli anni 1920 rimane una parte della loro storia.
La Chiesa del Nazareno, la Chiesa Wesleyana e la Libera Chiesa Metodista furono le maggiori organizzazioni della Santità Wesleyano-Evangelica nel 2015. Furono impostati discorsi di un'unione, ma nuove cooperative, quali la Global Wesleyan Alliance si formarono come risultato degli incontri 
inter-denominazionali..
Si ritiene che la Chiesa Globale Metodista consista in un gran numero di 
tradizionalisti, compresi quelli allineati al movimento della Santità Wesleyana, una volta che sia raggiunto un accordo di separazione tra la leadership della Chiesa Metodista Unita e la conferenza dei delegati nel 2022 o successivamente..
Il Libro della Disciplina della Chiesa Metodista Globale quindi insegna che
(The Transitional Book of Doctrines and Discipline of the Global Methodist Church, Global Methodist Church. 2021. p. 5. e Perfect Love: Entire Sanctification and the Future of Methodism with Kevin Watson, accesso 14 settembre 2021)
A questo punto l'eredità del Movimento della Santità è frammentato tra il ramo più conservatore, che cerca di mantenere e rivivere la storica dottrina e la pratica della Santità, e altri più desiderosi di spostarsi oltre la dottrina e le tradizioni del passato.

## Relazioni e reazioni al Pentecostalismo
Il movimento tradizionale della Santità si distingue dal movimento pentecostale, che crede che il battesimo nello Spirito Santo coinvolga manifestazioni soprannaturali quali l'esprimersi oralmente in lingue sconosciute (Glossolalia). Molti dei primi Pentecostali ebbero origine dal movimento della Santità e oggi molti "Pentecostali" classici mantengono molto della dottrina della Santità e molte delle sue pratiche di devozione. Numerose fra le loro denominazioni comprendono il termine "Santità" nelle loro denominazioni, inclusa la Chiesa della Santità Pentecostale.
I termini pentecostale e apostolico, oggi usati dagli aderenti alla dottrina pentecostale e carismatica, una volta venivano ampiamente usati dalle Chiese della Santità in collegamento con lo stile di vita consacrato che essi vedevano descritto nel Nuovo Testamento.
Durante il revivaldi Azusa Street (spesso considerato l'avvento del Pentecostalismo), la pratica delle "10 cose che il Cristiani devono sapere sulla Chiesa Pentecostalista" fu fortemente respinta dai leader del Movimento Tradizionale della Santità. Alma White, la leader del Pilastro della Chiesa del Fuoco, una denominazione della Santità, scrisse un libro contro il movimento Pentecostale che fu pubblicato nel 1936; l'opera, intitolata Demoni e Lingue, rappresentò il primo rifiuto al movimento dei Pentecostali che parlavano le lingue. White chiamò l'esprimersi in lingue diverse "balbettio satanico" e i servizi Pentecostali "il culmine del culto del demonio". Comunque, molte Chiese contemporanee della Santità oggi credono nella legittimità della glossolalia, ma non quale segno di totale santificazione, come ancora i Pentecostali classici insegnano.
Si stima che vi siano 78 milioni di Pentecostali classici e 510 milioni di Carismatici assortiti, che condividono un'eredità o un comune credo con il movimento pentecostale. Se il movimento della Santità e i Cristiani Pentecostali/Carismatici fossero contati insieme, la popolazione totale sarebbe di circa 600 milioni.

## Influenze
Le principali radici del Movimento della Santità sono:
- La Riforma stessa, con la sua enfasi sulla Salvezza da parte della Grazia divina attraverso la sola fede
- Il Puritanesimo del 17º secolo in Inghilterra e il suo trapianto in America con la sua enfasi sull'aderenza alla Bibbia e il diritto di dissentire dalla religione di Stato.
- Pietismo nel 17º secolo in Germania, condotto da Philipp Jakob Spener, come i Moraviani, enfatizzanti entrambi la vita spirituale dell'individuo, unita alla responsabilità di vivere una vita elevata.
- Quietismo, come insegnato dal Quaccherismo (Quaccheri), con la sua enfasi sulla capacità individuale di sperimentare Dio e comprendere la volontà di Dio per sé stessi.
- Negli anni 1730 il Revival Evangelico in Inghilterra, diretto dai Metodisti John Wesley e suo fratello Charles Wesley, che introdussero il concetto di totale Santificazione e certi insegnamenti del  Pietismo tedesco in Inghilterra e infine negli Stati Uniti.
- Il Primo grande risveglio nel 18º e inizio 19º secolo negli Stati Uniti, propagato da George Whitefield, Jonathan Edwards e altri, con la sua enfasi sull'esperienza iniziale di conversione dei Cristiani.
- Il Secondo grande risveglio nel 19º secolo negli Stati Uniti, propagato da Francis Asbury, Charles Finney, Lyman Beecher, Phoebe Palmer e altri, che enfatizzano anche la necessità di santità personale e la sua caratterizzazione con il sorgere degli incontri rivitalizzanti.